# Homey Don’t Play
Homey Don’t Play — второй мини-альбом Esham’а, выпущенный в 1991 году. 

## Об альбоме
Homey Don’t Play стал дебютом образа «Homey the Clown», и рэпер позже оживит этот образ в 2009 году на своём альбоме I Ain't Cha Homey. На обложке изображён Esham, на его лицо нанесён клоунский грим, и позже вдохновлённые этим участники группы Insane Clown Posse начали так же наносить на лица грим.

## Список композиций
1. Homey Don’t Play (4:07)
2. Some Old Wicked Shit!!!Remix (3:53)
3. Oud’cha Mind (4:11)
4. Crewzin Down 7 Mile (4:18)